# کاردوزو موریرا
کاردوزو موریرا (به پرتغالی: Cardoso Moreira) یک منطقهٔ مسکونی در برزیل است که در ریو دو ژانیرو واقع شده‌است. کاردوزو موریرا ۵۱۴٫۸۸۲ کیلومتر مربع مساحت و ۱۲٬۸۲۱ نفر جمعیت دارد و ۲۷ متر بالاتر از سطح دریا واقع شده‌است.